# Ocentejo
Ocentejo è un comune spagnolo di 16 abitanti (2022) situato nella comunità autonoma di Castiglia-La Mancia.